# روسولا بيضاء
روسولا بيضاء (الاسم العلمي: Russula alba) هي نوع من الفطريات يتبع جنس الروسولا من الفصيلة الروسولية               .	